# Kunstpreis der Sachsen Bank
Der Kunstpreis der Sachsen Bank wurde von 2002 bis 2014 gemeinsam mit dem Museum der bildenden Künste Leipzig alle zwei Jahre verliehen. 

## Hintergrund
Der Kunstpreis wurde 2002 anlässlich des zehnjährigen Bestehens der Landesbank Sachsen erstmals vergeben. Seit der Verschmelzung der Landesbank Sachsen mit der Landesbank Baden-Württemberg (LBBW) im Jahr 2008 wurde er von der Sachsen Bank verliehen. Die Sachsen Bank, bis dahin eine unselbstständige Einheit der LBBW, wurde 2018 jedoch rechtlich aufgelöst.
Die mit 30.000 Euro dotierte Auszeichnung verstand sich als Förderpreis für junge mitteldeutsche Künstler aus allen Bereichen der bildenden Kunst, die noch am Beginn ihrer Laufbahn standen. Vorschläge konnten Museen, Galerien und freie Ausstellungsorte in Mitteldeutschland unterbreiten. Auch Eigenbewerbungen waren möglich.
Eine unabhängige Jury ermittelte die Preisträger.
Neben der Preisverleihung umfasste der Kunstpreis der Sachsen Bank eine Ausstellung der jeweiligen Preisträger im Museum der bildenden Künste Leipzig und den Ankauf eines ihrer Werke für dieses Museum.

## Preisträger
- 2002: Tilo Baumgärtel (eingereicht von der Galerie Matthias Kleindienst)
- 2004: Ricarda Roggan (eingereicht von der Galerie Eigen+Art)
- 2006: Julia Schmidt (eingereicht von der Galerie Matthias Kleindienst)
- 2008: Henriette Grahnert (eingereicht von der Galerie Matthias Kleindienst)
- 2010: FAMED (eingereicht von der Galerie ASPN)
- 2012: Franziska Holstein (eingereicht von der Galerie Christian Ehrentraut)
- 2014: Margret Hoppe